# Calico (przedsiębiorstwo)
Calico – przedsiębiorstwo zajmujące się biotechnologią, założone 18 września 2013 przez firmę Google oraz Arthura D. Levinsona w celu zwalczania starzenia się i chorób związanych z wiekiem. W Liście Założycielskim Google 2013 Larry Page opisał firmę Calico jako firmę zajmującą się „zdrowiem, samopoczuciem i długowiecznością”. Nazwa firmy jest skrótem „California Life Company”.
W sierpniu 2015 r. Google ogłosiło plany przekształcenia w spółkę Alphabet Inc., w której Google i Calico stałyby się dwoma podmiotami zależnymi nowej spółki wraz z innymi. Proces zakończył się 2 października.

## Partnerstwo
We wrześniu 2014 r. ogłoszono, że Calico, we współpracy z AbbVie, otworzy ośrodek badawczo-rozwojowy zajmujący się starzeniem się i chorobami związanymi z wiekiem, takimi jak neurodegeneracja i rak. Początkowo każda firma miała zainwestować 350 milionów dolarów, z możliwością dodania dodatkowych 500 milionów dolarów później. W tym samym miesiącu firma Calico zawarła umowę partnerską z University of Texas Southwestern Medical Center i 2M Companies dotyczącą rozwoju leków w zakresie zaburzeń neurodegeneracyjnych.
W 2015 r. Broad Institute of MIT and Harvard ogłosili współpracę z firmą Calico w zakresie „postępu w badaniach nad chorobami i terapeutykami związanymi z wiekiem”, a także ogłoszono kolejne spotkanie z Buck Institute for Research on Aging. Również w 2015 roku Calico ogłosiło partnerstwo z QB3 (California Institute for Quantitative Biosciences) w oparciu o badania nad biologią starzenia się i identyfikację potencjalnych metod leczenia chorób związanych z wiekiem, a drugą z AncestryDNA w oparciu o badania nad genetyką ludzkiego życia.

## Wzmacniaczwisfatyny
Calico posiada licencjonowane eksperymentalne odpowiedniki związków leków P7C3 zaangażowane w zwiększanie aktywności enzymu fosforybozylotransferazy nikotynamidowej, która odgrywa rolę w biosyntezie dinukleotydu nikotynamidonu adenozyny. Związki P7C3 wcześniej wykazano w wielu publikacjach jako korzystne w modelach zwierzęcych związanych z wiekiem neurodegeneracji. Partnerstwo obejmuje płatności wstępne i milowe dla rozwoju tych związków w terapeutykach.

## Modulators of Integrated Stress Response
Calico nawiązał współpracę z Peterem Walterem i jego laboratorium w UCSF (University of California), aby rozwijać technologię ISRIB, która moduluje zintegrowaną reakcję na stres (ISR), zestaw biochemicznych szlaków aktywowanych w odpowiedzi na stres. Badania mogą potencjalnie rozwiązać problem „związanego z wiekiem spadku funkcji poznawczych”.